# Chvaleč
Chvaleč är en ort i Tjeckien. Den ligger i den nordöstra delen av landet, 130 km öster om huvudstaden Prag. Chvaleč ligger 499 meter över havet och antalet invånare är 569.
Terrängen runt Chvaleč är huvudsakligen kuperad, men åt nordost är den platt.Runt Chvaleč är det ganska tätbefolkat, med 80 invånare per kvadratkilometer. Närmaste större samhälle är Trutnov, 9,7 km väster om Chvaleč. I omgivningarna runt Chvaleč växer i huvudsak blandskog.